# Rui Lino
José Rui da Silveira Lino (Tarauacá, 13 de agosto de 1924 – Brasília, 7 de julho de 1987) foi um político brasileiro que foi o último Governador do Território do Acre.

## Biografia
Filho de Manuel Lino Filho e de Edwiges da Silveira Lino. Engenheiro Agrônomo, foi inspetor do Ministério da Agricultura. Estreou na política pelo PTB e foi eleito suplente de deputado federal em 1954 e 1958 sem que exercesse o mandato. Nomeado governador do Território Federal do Acre pelo presidente João Goulart, deixou o cargo para concorrer às eleições de 1962 quando foi eleito deputado federal.
Com a vitória do Regime Militar de 1964 e a posterior adoção do bipartidarismo optou pelo MDB e foi reeleito à Câmara dos Deputados em 1966, 1970 e 1974. Com a reforma partidária empreendida pelo governo João Figueiredo ingressou no PMDB e conquistou o quinto mandato em 1982. Nessa legislatura apoiou a Emenda Dante de Oliveira em 1984 e foi eleitor de Tancredo Neves em 1985.
Em 1986 foi preterido por Flaviano Melo na convenção que escolheu o candidato do PMDB ao governo do Acre, optando por não disputar qualquer outro mandato.
Sua filha, Regina Lino, foi eleita vice-prefeita de Rio Branco na chapa de Jorge Viana em 1992 e suplente de deputado federal em 1994.